# نهر غالوان
نهر غالوان (Galwan River) يتدفق من المنطقة المتنازع عليها أكساي تشين في لداخ، الهند. وهو من الروافد العليا لنهر السند.